# 藤堂虎高
藤堂虎高（1516年—1599年12月5日）是日本戰國時代至安土桃山時代的武將。近江犬上郡藤堂村的土豪。父親是三井乘綱。曾自稱愛智氏。
出身是藤原姓三井氏，江戶時代的豪商三井家和江戶時代的大名家藤原姓毛利氏（鯰江氏）等的近親。

## 生平
在永正13年（1516年）出生，家中次男，父親乘綱是近江鯰江城城主。在年輕時就離開近江，並仕於甲斐武田氏，因為才能而受到主君武田信虎寵愛，被信虎下賜偏諱（「虎」字），不過因故而離開武田家（一説指是因為年輕，加上不是甲斐國出身，於是受到同僚妒忌）。
返回近江後，成為藤堂忠高的婿養子。藤堂家是當地有力土豪，不過在虎高一代，已經沒落至只支配犬上郡數村的程度。之後仕於京極家，後來仕於淺井家。長男高則很早就戰死，而次男高虎因為已經出人頭地，把家督讓予高虎後，因為記掛故鄉白雲山而自號白雲齋。在慶長4年（1599年）於高虎的領地伊予宇和島城死去。享年84歲。